# Поджуково
Поджуково — упразднённая в ноябре 2004 года деревня в Богдановичском городском округе, входила в состав Байновского сельсовета.

## География
Располагалась в 18 км на юг от города Богданович (20 км по трассе), на заболоченном водоразделе рек Пышма и Исеть, в 2 км на север от урочища Жуковская Степь. Северо-восточнее окрестностях разрабатывается Полдневской рудник по добыче огнеупорной глины. В 5 км на юг ранее находилась деревня Жуково.

## История
Деревня была упразднена в ноябре 2004 года согласно областному закону № 178-ОЗ «ОБ УПРАЗДНЕНИИ ДЕРЕВНИ ПОДЖУКОВО, РАСПОЛОЖЕННОЙ НА ТЕРРИТОРИИ БОГДАНОВИЧСКОГО РАЙОНА».

## Население
По данным переписи 2002 года население составило 0 жителей.